# Santa Maria in Publicolis
Santa Maria in Publicolis ou Igreja de Nossa Senhora em Publícola é uma igreja de Roma, Itália, localizada no rione Sant'Eustachio, na via dei Falegnami. É dedicada ao Nascimento de Nossa Senhora, a única igreja com esta dedicação em Roma.
Está sob os cuidados dos Missionários dos Sagrados Corações de Jesus e Maria, ordem fundada por São Gaetano Errico, que tem sua sede no local. É uma igreja anexa de Santi Biagio e Carlo ai Catinari.

## História
| “                                              | \| Latim: Deiparae Vergini in Publicolis MDCXLIII \| Português: Para a Virgem Mãe de Deus em Publicolis em 1643 \| | ” |
|                                                | — Inscrição na fachada.                                                                                            |   |
| Latim: Deiparae Vergini in Publicolis MDCXLIII | Português: Para a Virgem Mãe de Deus em Publicolis em 1643                                                         |   |

Esta igreja foi construída junto ao Palazzo Santacroce e foi mencionada pela primeira vez como afiliada à basílica de San Lorenzo in Damaso em uma bula do papa Urbano III, em 1186, com o nome de Santa Maria de Publico. O cognome pode ser uma referência ao vizinho Porticus Minucia frumentaria, local onde era dividido o "frumentum publicum". No século XVI, a igreja já era chamada de "in Publicolis", pois a família nobre dos Santacroce, que patrocinava da igreja, pretendia ligar sua árvore genealógica à do cônsul romano Públio Valério Publícola, que, em 509 a.C., promulgou leis em favor da plebe.
A igreja foi restaurada pelos Santacroce em 1465, mas se arruinou e foi demolida em 1642. Foi construída em seguida com base num projeto de Giovanni Antonio de Rossi por ordem do cardeal Marcello Santacroce. A obra terminou no ano seguinte. 
A igreja permaneceu como sede de uma paróquia até a grande reforma do papa Leão XII em 1823, mas os Santacroce continuaram a mantê-la. Em 1864, os Missionários dos Sagrados Corações de Jesus e Maria se mudaram para o convento vizinho, que tornou-se a sede da ordem. Em 1867, morreu sem descendentes masculinos Antonio Publicolo Santacroce, o último dos Santacroce. Funciona hoje como igreja conventual.

## Descrição
A igreja é barroca, tanto no interior quanto no exterior.
A fachada está dividida em duas ordens por uma pronunciada cornija, ambas tripartidas por lesenas verticais. A ordem inferior apresenta, ao centro, o portal afrescado com uma "Madona entronada com Anjos" entre duas meias-colunas jônicas; dos lados, estão nichos semicirculares vazios. Na ordem superior, inversamente, há apenas lesenas toscanas simples ladeando uma grande janela central. A fachada termina, no alto, com um frontão arqueado flanqueado por duas esculturas, cada uma delas representando um "Pelicano ferido no peito", um símbolo de Cristo.
O interior apresenta uma nave única coberta por uma abóbada de berço com duas capelas laterais. No piso estão várias lápides tumulares dos séculos XV e XVI, entre as mais importantes a de Alfonso Santacroce; a igreja abriga ainda a sepultura da família Santacroce. Na capela lateral da direita, está uma pintura de Raffaello Vanni, "Santa Helena adora a Cruz"; na da esquerda, está um "São Francisco de Assis", de Alessandro Grimaldi. No fundo da nave está uma abside retangular coberta por uma cúpula, inteiramente ocupada pelo presbitério, onde está o altar-mor em mármore multicolorido e uma "Nascimento da Virgem", também de Vanni.
Na galeria da contra-fachada está um órgão de tubos Mascioni opus 307, construído em 1912.

## Galeria

Imagens da igreja
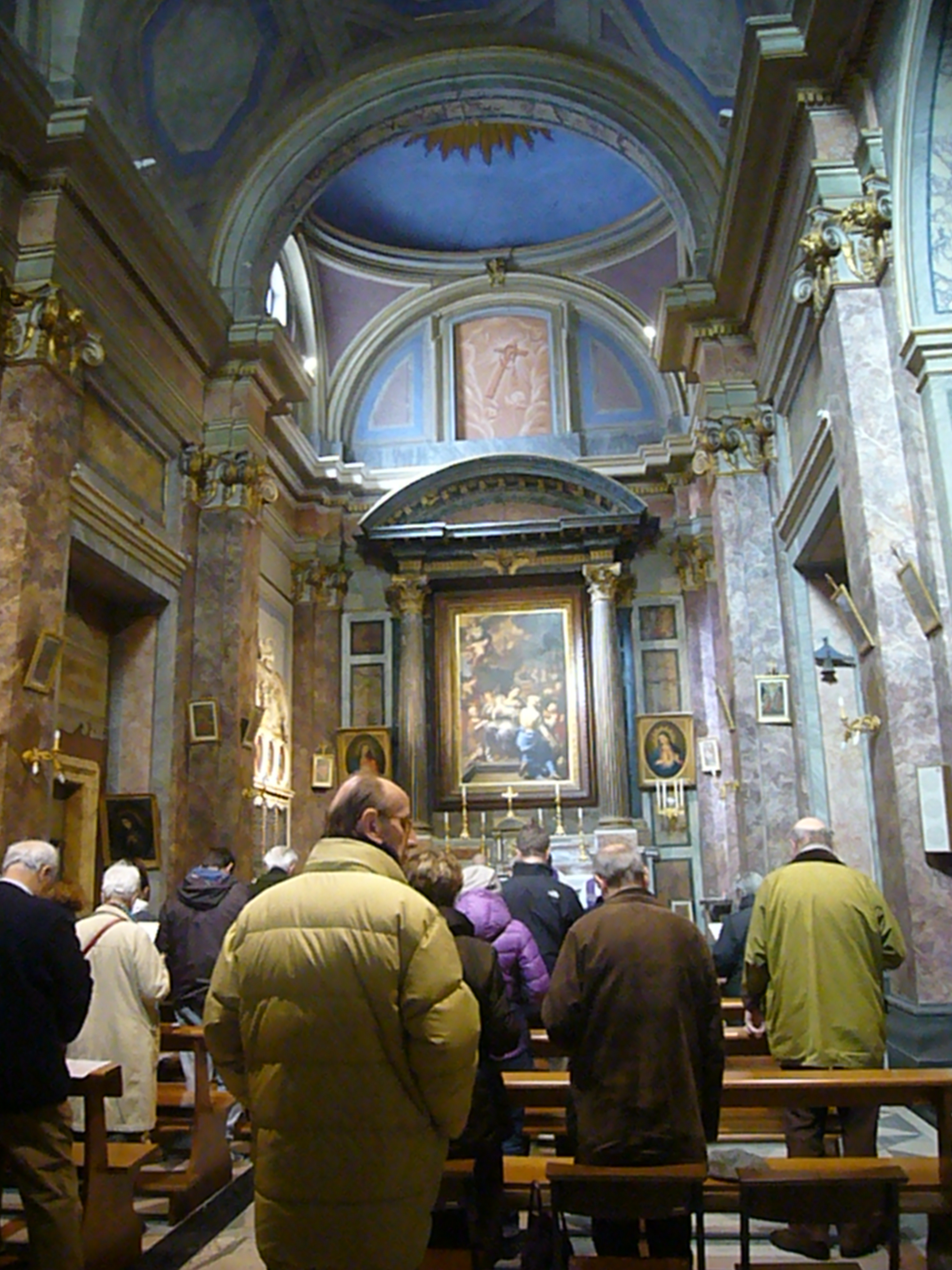
Interior.
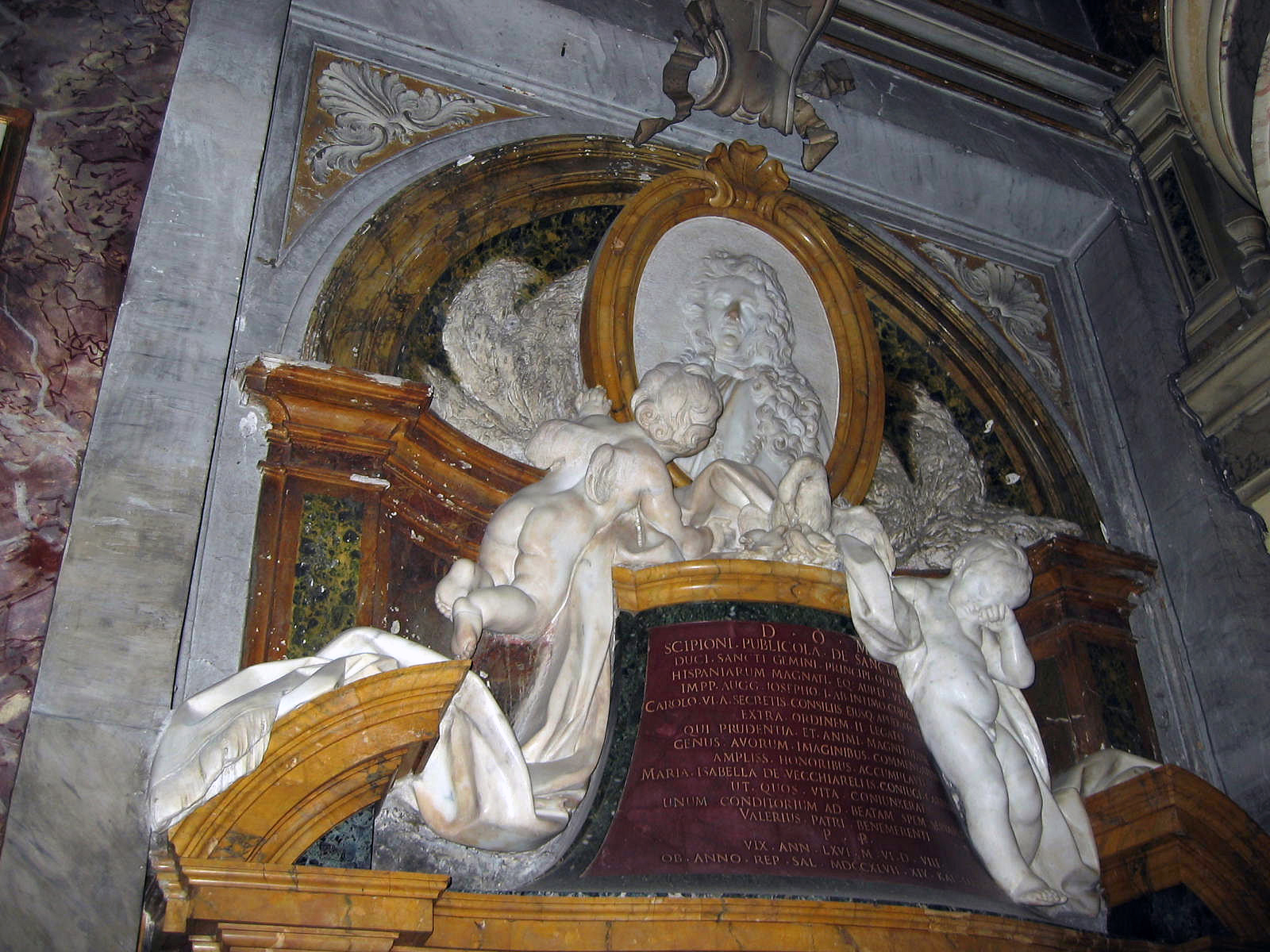
Túmulo de Scipione Publicola Santacroce, de Giovanni Battista Maini.
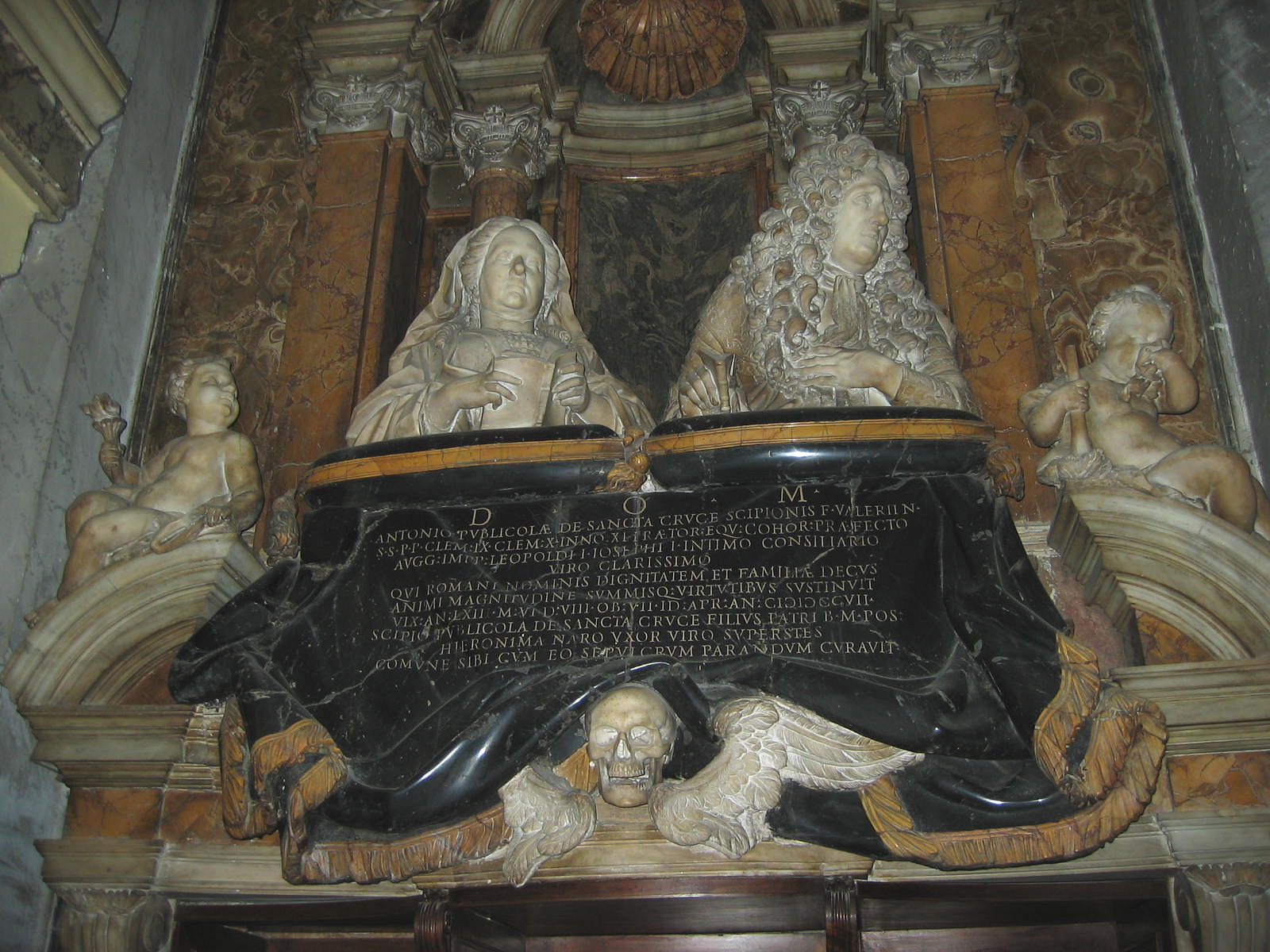
Túmulo de Antonio Publicola Santacroce, o último dos Santacroce, de Lorenzo Ottoni.